# Золотий м'яч 1968
«Золотий м'яч 1968»

24 грудня 1968
Найкращий футболіст Європи: 
 Джордж Бест
 (вперше)

← 1967 * Золотий м'яч * 1969 →
Золотий м'яч 1968 року — 13-те щорічне вручення нагороди найкращому футболісту Європи, за підсумками опитування від журналу «Франс Футбол».

## Процедура голосування
Участь у голосуванні за визначення найкращого футболіста в Європі взяли представники 25 футбольних асоціацій УЄФА, зокрема: Австрії, Англії, Бельгії, Болгарії, Греції, Данії, Ірландії, Іспанії, Італії, Люксембурга, Нідерландів, НДР, Норвегії, Польщі, Португалії, Румунії, СРСР, Туреччини, Угорщини, Франції, ФРН, Чехословаччини, Швейцарії, Швеції та Югославії. Вперше участь в голосуванні взяв представник Норвегії в особі Йона Вегарда Лунде (агентство AP).
Кожен із членів журі обирав п'ятьох футболістів, які, на його думку, є найкращими гравцями Європи. За перше місце нараховували 5 очок, за друге — чотири, за третє — три, за четверте — два, за п'яте — одне очко. Переможець максимально міг отримати 125 очок.
Результати голосування були опубліковані 24 грудня 1968 року в журналі France Football (№ 1186).

## Підсумки голосування
Володарем нагороди став 22-річний північноірландський нападник клубу «Манчестер Юнайтед» Джордж Бест. Друге місце в опитуванні посів його одноклубник — Боббі Чарлтон, причому вдруге поспіль.
Джордж Бест став першим північноірландським та четвертим британським гравцем після Стенлі Метьюза, Деніса Лоу та Боббі Чарлтона, який виграв трофей «Золотий м'яч».
| Місце | Гравець            | Клуб              | Країна            | Очки | %      | Місця | Місця | Місця | Місця | Місця | К-ть голосів |
| Місце | Гравець            | Клуб              | Країна            | Очки | %      | 1-ше  | 2-ге  | 3-тє  | 4-те  | 5-те  | К-ть голосів |
| ----- | ------------------ | ----------------- | ----------------- | ---- | ------ | ----- | ----- | ----- | ----- | ----- | ------------ |
| 1     | Джордж Бест        | Манчестер Юнайтед | Північна Ірландія | 61   | 48.8 % | 7     | 3     | 4     | 1     |       | 15           |
| 2     | Боббі Чарлтон      | Манчестер Юнайтед | Англія            | 53   | 42.4 % | 5     | 3     | 4     | 2     |       | 14           |
| 3     | Драган Джаїч       | Црвена Звезда     | Югославія         | 46   | 36.8 % | 4     | 2     | 3     | 3     | 3     | 15           |
|       |                    |                   |                   |      |        |       |       |       |       |       |              |
| 4     | Франц Бекенбауер   | Баварія           | Німеччина         | 36   | 28.8 % | 3     | 3     | 2     | 1     | 1     | 10           |
| 5     | Джачінто Факкетті  | Інтернаціонале    | Італія            | 30   | 24 %   | 2     | 4     |       | 1     | 2     | 9            |
| 6     | Луїджі Ріва        | Кальярі           | Італія            | 22   | 17.6 % | 1     | 2     | 1     | 2     | 2     | 8            |
| 7     | Амансіо            | Реал Мадрид       | Іспанія           | 21   | 16.8 % | 1     | 1     | 3     | 1     | 1     | 7            |
| 8     | Еусебіу            | Бенфіка           | Португалія        | 15   | 12 %   |       | 2     | 1     | 2     |       | 5            |
| 9     | Джанні Рівера      | Мілан             | Італія            | 13   | 10.4 % | 1     | 2     |       |       |       | 3            |
| 10    | Джиммі Грівз       | Тоттенгем Готспур | Англія            | 8    | 6.4 %  | 1     |       | 1     |       |       | 2            |
| 10    | Піррі              | Реал Мадрид       | Іспанія           | 8    | 6.4 %  |       |       | 2     | 1     |       | 3            |
|       |                    |                   |                   |      |        |       |       |       |       |       |              |
| 12    | Віллі Шульц        | Гамбург           | Німеччина         | 7    | 5.6 %  |       | 1     |       | 1     | 1     | 3            |
| 12    | Анталь Дунаї       | Уйпешт            | Угорщина          | 7    | 5.6 %  |       |       | 1     | 2     |       | 3            |
| 14    | Георгі Аспарухов   | Левські           | Болгарія          | 6    | 4.8 %  |       | 1     |       |       | 2     | 3            |
| 14    | Альберт Шестерньов | ЦСКА (Москва)     | СРСР              | 6    | 4.8 %  |       |       | 1     | 1     | 1     | 3            |
| 16    | Уве Чіндваль       | Феєнорд           | Швеція            | 5    | 4 %    |       |       |       | 2     | 1     | 3            |
| 17    | Лайош Сюч          | Ференцварош       | Угорщина          | 4    | 3.2 %  |       | 1     |       |       |       | 1            |
| 17    | Сандро Маццола     | Інтернаціонале    | Італія            | 4    | 3.2 %  |       |       | 1     |       | 1     | 2            |
| 17    | Флоріан Альберт    | Ференцварош       | Угорщина          | 4    | 3.2 %  |       |       |       | 2     |       | 2            |
| 20    | Герд Мюллер        | Баварія           | Німеччина         | 3    | 2.4 %  |       |       | 1     |       |       | 1            |
| 20    | Йоган Кройф        | Аякс              | Нідерланди        | 3    | 2.4 %  |       |       |       | 1     | 1     | 2            |
| 22    | Джек Чарлтон       | Лідс Юнайтед      | Англія            | 2    | 1.6 %  |       |       |       | 1     |       | 1            |
| 22    | Боббі Мур          | Вест Гем          | Англія            | 2    | 1.6 %  |       |       |       | 1     |       | 1            |
| 24    | Алан Болл          | Евертон           | Англія            | 1    | 0.8 %  |       |       |       |       | 1     | 1            |
| 24    | Ференц Бене        | Уйпешт            | Угорщина          | 1    | 0.8 %  |       |       |       |       | 1     | 1            |
| 24    | Анджело Доменгіні  | Інтернаціонале    | Італія            | 1    | 0.8 %  |       |       |       |       | 1     | 1            |
| 24    | Мирсад Фазлагич    | Сараєво           | Югославія         | 1    | 0.8 %  |       |       |       |       | 1     | 1            |
| 24    | Томмі Геммелл      | Селтік            | Шотландія         | 1    | 0.8 %  |       |       |       |       | 1     | 1            |
| 24    | Джиммі Джонстон    | Селтік            | Шотландія         | 1    | 0.8 %  |       |       |       |       | 1     | 1            |
| 24    | Муртаз Хурцилава   | Динамо (Тбілісі)  | СРСР              | 1    | 0.8 %  |       |       |       |       | 1     | 1            |
| 24    | Івиця Осим         | Желєзнічар        | Югославія         | 1    | 0.8 %  |       |       |       |       | 1     | 1            |
| 24    | Луї Піло           | Стандард          | Люксембург        | 1    | 0.8 %  |       |       |       |       | 1     | 1            |

## Цікаві факти
- Розподіл по амплуа серед 32 футболістів згаданих в анкетах наступний: 8 захисників, 7 півзахисників та 17 нападників.[1]
- Вдруге поспіль серед номінантів на нагороду не виявилося жодного голкіпера.
- Вперше лауреатом трофею став представник Північної Ірландії. За історію вручення нагороди «Золотий м'яч» Джордж Бест залишається єдиним володарем трофею з Північної Ірландії.
- Переможний результат Джорджа Беста склав лише 48,8 % від максимально можливої кількості очок (61 зі 125 очок). Цей показник є другим найгіршим, після Омара Сіворі (1961 — 48,42 %), за історію вручення трофею «Золотий м'яч». До речі, найпереконливішу перемогу здобув Ліонель Мессі у 2009 році (98,54 %).
- 32 гравці згадані в анкетах представляли 14 країн, з них найбільше було від Англії та Італії — по 5, Угорщини — 4, ФРН та Югославії — по 3 гравці.
- Вдруге за останні три роки в списках номінантів не виявилося жодного французького футболіста.
- Футболіст «Манчестер Юнайтед» втретє став володарем трофею «Золотий м'яч». За кількістю нагород англійський клуб зрівнявся іспанським «Реалом» — в обох по 3 нагороди.
- Всього в анкетах були названі гравці з 24 клубів, серед них найбільше було представників «Інтернаціонале» — 3 гравці, «Уйпешта», «Манчестер Юнайтед», «Реала», «Селтіка», «Баварії», «Сараєво» та «Ференцвароша» — по 2 гравці.
- Вперше в опитуваннях були згадані гравці 4 клубів, зокрема: «ЦСКА» (Москва), «Лідс Юнайтед», «Сараєво» та «Желєзнічар».
- Всього за 13 років в анкетах були згадані 174 футболісти з 93 клубів. Причому футболісти «Манчестер Юнайтед» згадувалися в анкетах у 12 опитуваннях, московського «Динамо» та «Реала» Мадрид — в 11-ти, в 10 — «Інтернаціонале» та «Мілана».
- Вчетверте переможцем опитування став представник чемпіонату Англії. За цим показником англійський чемпіонат наздогнав іспанський — в обох по 4 трофеї.
- Рекордсменом за кількістю номінацій залишався Лев Яшин — десять номінацій, у Флоріана Альберта, Луїса Суареса та Еусебіу — по 8.